# PGC 10289
LEDA/PGC 10289, auch UGC 2186, ist eine Linsenförmige Galaxie vom Hubble-Typ S0/a im Sternbild Perseus am Nordsternhimmel. Sie ist schätzungsweise 274 Millionen Lichtjahre von der Milchstraße entfernt und hat einen Durchmesser von etwa 125.000 Lichtjahren. Vom Sonnensystem aus entfernt sich das Objekt mit einer errechneten Radialgeschwindigkeit von näherungsweise 6.000 Kilometern pro Sekunde.

## Galaktisches Umfeld
| Nr. | Galaxie                 | Alternativname            | Rek           | Dek           | Distanz/asec |
| --- | ----------------------- | ------------------------- | ------------- | ------------- | ------------ |
| →   | LEDA/PGC 10289          | UGC 2186                  | 02h43m07.24s  | +41d03m51.9s  | 0            |
| 1   | 2MASX J02425483+4056037 | WISEA J024254.81+405603.8 | 02h42m54.83s  | +40d56m03.8s  | 488.54       |
| 2   | LEDA/PGC 2174646        | 2MASX J02415391+4102070   | 02h41m53.890s | +41d02m07.14s | 836.44       |